# Флаг Чечни
Флаг Чеченской Республики (чечен. Нохчийн Республикан байракх) — один из государственных символов Чеченской Республики в составе Российской Федерации, наряду с гербом и гимном.
Утверждён И. о. Президента Чечни Сергеем Абрамовым 22 июня 2004 года после принятия парламентом в тот же день. Переутверждён 15 мая 2008 года.

## Современный флаг Чеченской Республики
Государственный флаг Чеченской Республики представляет собой прямоугольное полотнище из трех горизонтальных полос: верхней — зелёного цвета — 65 см, средней — белого цвета — 10 см и нижней — красного цвета — 35 см; у древка — вертикальная белая полоса с чеченским национальным орнаментом шириной 15 см. Флаг по всему контуру обрамляется золотой бахромой. Отношение ширины флага к его длине — 2:3.

Флаг Татарстана

По словам Главы Чеченской Республики Героя России Рамзана Кадырова, при разработке эскиза данного флага как образец был взят флаг Татарстана. При этом в первоначальном проекте предполагалось равное соотношение зелёной и красной полос, аналогичное их соотношению на флаге Татарстана.
Государственный флаг Чеченской Республики был утверждён И. о. Президента Чечни Сергеем Абрамовым 22 июня 2004 года после принятия парламентом в тот же день. Переутверждён был 15 мая 2008 года, когда парламентом были приняты во втором чтении законы о государственном гербе, государственном флаге и государственной символике Чеченской Республики, представленные на утверждение парламента президентом республики Рамзаном Кадыровым.

## История

### Северо-Кавказский эмират и его флаг

Флаг Северо-Кавказского имамата (1829—1859 гг.)

Во времена Российской империи большая часть Чечни вместе с Грозным входили в состав Терской области и своей символики не имели.

Флаг Северо-Кавказского эмирата (1919—1920 гг.)

В сентябре 1919 года в чеченском ауле Ведено имам Узун-Хаджи провозгласил независимость Северного Кавказа и создание Северо-Кавказского эмирата. В своё государство, не имевшее чётких границ, Узун-Хаджи включил горные районы Дагестана, горную Чечню и часть Ингушетии. Эмират был создан как шариатская монархия под протекторатом Османской империи.
Флаг Северо-Кавказского эмирата представлял собой зелёное полотнище с белыми полумесяцем и тремя звёздами над ним. Отношение длины полотнища флага к его ширине на изображениях близко к 2:1.

### Чечено-Ингушская АССР

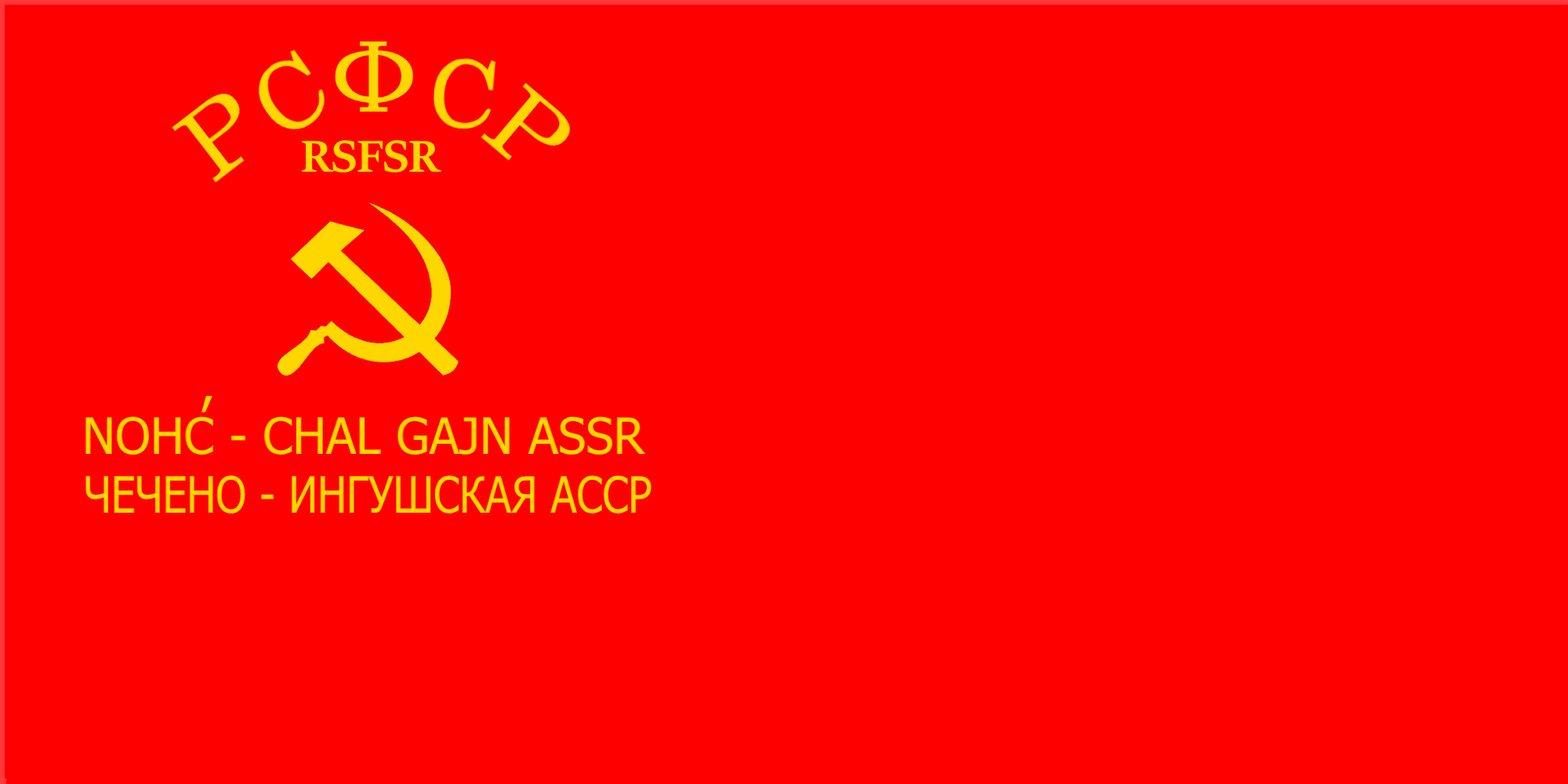
Флаг ЧИАССР (1937—1944 гг.)

Флаг ЧИАССР (1957—1978 гг.)

Флаг ЧИАССР (1978—1993 гг.). Не использовался с 1991 года в связи с фактическим распадом Чечено-Ингушетии

30 ноября 1922 года была образована Чеченская автономная область. Город Грозный первоначально был выделен в особую губернию вне ЧАО, в 1925 году стал центром вновь созданного Северо-Кавказского края и лишь в 1929 году был включен в ЧАО.
15 января 1934 года была образована Чечено-Ингушская автономная область, 5 декабря 1936 года преобразованная в Чечено-Ингушскую Автономную Социалистическую Советскую Республику. 22 июня 1937 года Чрезвычайный III Съезд советов ЧИАССР принял Конституцию.
В ст. 112 Конституции ЧИАССР (1937 год) её флаг описывался следующим образом:
Государственным флагом Чечено-Ингушской Автономной Советской Социалистической Республики является государственный флаг РСФСР, состоящий из красного полотнища, в левом углу которого, у древка наверху, помещены золотые буквы «РСФСР» на русском, чеченском и ингушском языках, с добавлением под надписью «РСФСР» буквами меньшего размера надписи «Чечено-Ингушская АССР» на русском, чеченском и ингушском языках.
7 марта 1944 года ЧИАССР была упразднена, коренное население (чеченцы и ингуши) депортировано, а 22 марта была образована Грозненская область в составе РСФСР.
9 января 1957 года Указом Президиума Верховного Совета СССР Чечено-Ингушская АССР была восстановлена. Флаг республики в 1960—1970-х годах повторял флаг РСФСР, но содержал аббревиатуры названия республики на русском, чеченском и ингушском языках. Впрочем, на флаге было лишь две аббревиатуры, так как по-чеченски и по-ингушски она выглядит одинаково. Эта новая версия флага была утверждена Законом об изменении и дополнении текста Конституции ЧИАССР от 16 апреля 1958 года. 21 мая 1958 года Указом Президиума ВС ЧИАССР было утверждено Положение о государственном флаге ЧИАССР.
VIII внеочередная сессия Верховного Совета ЧИАССР 6-го созыва 26 мая 1978 года приняла новую Конституцию ЧИАССР. Описание государственных символов в ней незначительно отличалось от существовавших ранее. Название республики на флаге (ст. 158) давалось полностью. 24 апреля 1980 года была принята Инструкция по применению Положения о государственном флаге ЧИАССР. 24 июля 1981 года было принято новое Положение о флаге ЧИАССР.

### Флаг Чеченской Республики Ичкерия
2 ноября 1991 года постановлением № 7 Парламента самопровозглашенной Чеченской Республики (Нохчи-Чо) (16 января 1994 г. указом Джохара Дудаева в название введено дополнительное слово Ичкерия) был утверждён флаг — прямоугольное полотнище зелёного цвета с соотношением сторон 7:11. В нижней части флага — три полосы: белая, красная и снова белая в одну десятую ширины флага каждая; эти полосы отделены от нижнего края полотнища полосой зелёного цвета такой же ширины. Известен и другой вариант флага, где помимо полос добавлен сам герб Ичкерии — лежачий волк с 9-ю звёздами-тукхумами. Дудаев придумал данный вариант на съезде непредставленных народов в Голландии в 1990 году. Окончательный облик герба и флага нарисовала жена Дудаева Алла, которая, рисуя волка (чечен. нохчийн борз), опиралась на Акелу из «Книги джунглей».

Флаг Общенационального конгресса чеченского народа (1991 год), пришедшего к власти в 1991 году.
Флаг Чеченской Республики Ичкерия
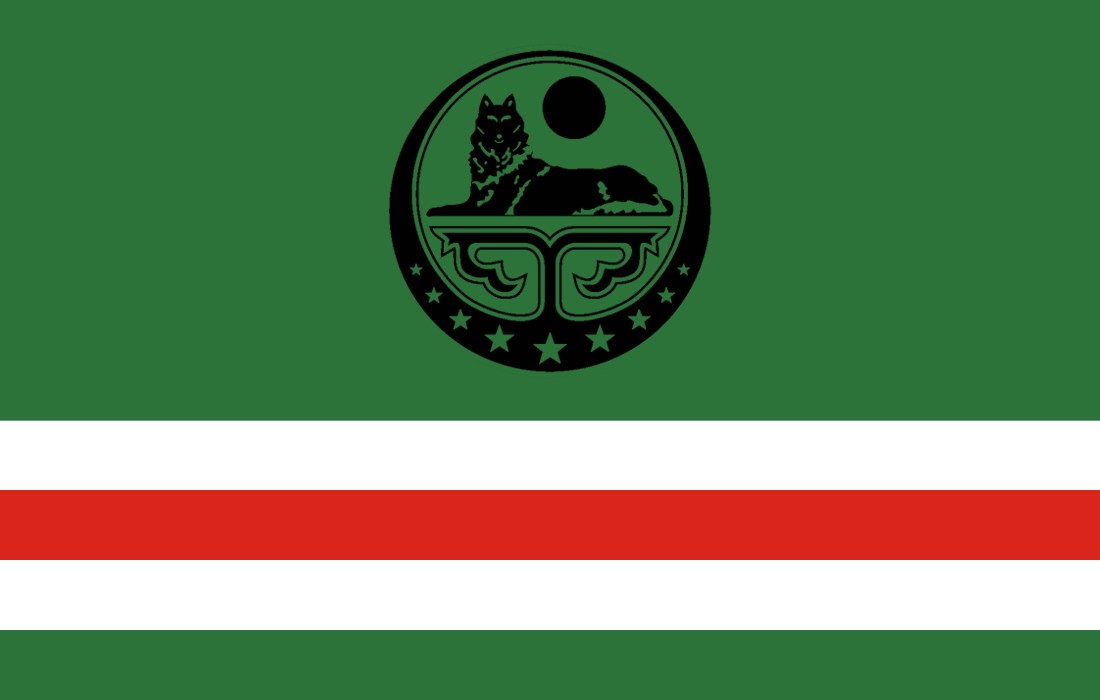
Вариант флага Чеченской Республики Ичкерия (с гербом)

### Флаг пророссийской оппозиции в Чечне
До утверждения нынешнего флага флагом Чечни, а также флагом пророссийской оппозиции времён Чеченской Республики Ичкерия было полотнище зелёного цвета с красной, белой, красной, зелёной полосами внизу. В настоящее время флаг используется болельщиками футбольного клуба «Ахмат» (Грозный). 

Флаг пророссийской оппозиции в Чечне
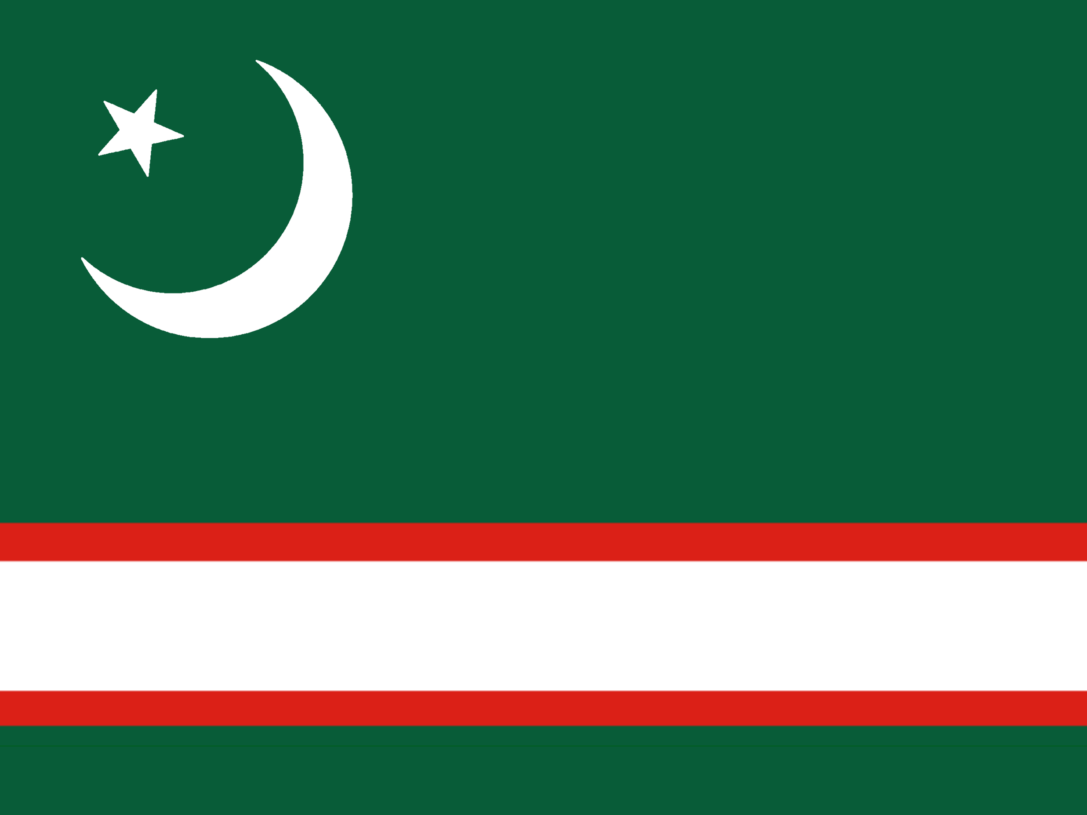
Флаг Временного совета Чеченской Республики

## Флаги муниципальных образований
На 1 января 2020 года в Чеченской Республике насчитывалось 234 муниципальных образования: 2 городских округа, 15 муниципальных районов, 4 городских поселения и 213 сельских поселений.

### Флаги городских округов
| Флаг | Наименование                                  | Дата утверждения | Номер в ГГР |
| ---- | --------------------------------------------- | ---------------- | ----------- |
|      | Флаг муниципального образования город Грозный | 22 сентября 2010 | 6267        |
|      | Флаг муниципального образования город Аргун   | 21 апреля 2011   | 7146        |

### Флаги муниципальных районов
| Флаг | Наименование                              | Дата утверждения | Номер в ГГР |
| ---- | ----------------------------------------- | ---------------- | ----------- |
|      | Флаг Веденского муниципального района     | 28 августа 2020  |             |
|      | Флаг Грозненского муниципального района   | 30 января 2018   | 11748       |
|      | Флаг Гудермесского муниципального района  | 24 декабря 2020  |             |
|      | Флаг Курчалоевского муниципального района | 17 сентября 2020 | 13103       |
|      | Флаг Наурского муниципального района      | 24 мая 2017      |             |

| Флаг | Наименование                                  | Дата утверждения | Номер в ГГР |
| ---- | --------------------------------------------- | ---------------- | ----------- |
|      | Флаг Ножай-Юртовского муниципального района   | 20 августа 2020  | 13105       |
|      | Флаг Урус-Мартановского муниципального района | 1 ноября 2016    | 11227       |
|      | Флаг Шалинского муниципального района         | 17 апреля 2020   | 13107       |
|      | Флаг Шатойского муниципального района         | 25 августа 2020  | 13109       |

### Упразднённые флаги
| Флаг | Наименование                                | Дата утверждения | Дата отмены    |
| ---- | ------------------------------------------- | ---------------- | -------------- |
|      | Флаг муниципального образования город Аргун | 30 июня 2010     | 21 апреля 2011 |

## Похожие флаги
Иногда в медиа отмечается схожесть флага Чеченской Республики 2004 года с принятым в 1995 году флагом Белоруссии при кардинальном отличии порядка цветов.

Флаг Белоруссии 1995 года (с изменениями от 2012 года)